# Jacques Berthieu
Jacques Berthieu (Polminhac, 28 novembre 1838 – Ambiatibé, 8 giugno 1896) è stato un gesuita francese, missionario in Madagascar.
Venne fucilato dagli insorti malgasci durante la ribellione antifrancese del 1896. Beatificato come martire da papa Paolo VI nel 1965, è stato canonizzato da papa Benedetto XVI nel 2012.

## Biografia
Nato nel comune francese di Polminhac, nel dipartimento del Cantal, entrò a quindici anni nel seminario minore di Pleaux, per passare poi nel 1850 al seminario maggiore di Saint-Flour. Ordinato sacerdote nel 1864, dopo nove anni di ministero a Roannes-Saint-Mary, nel 1873 entrò a Pau nel noviziato della Compagnia di Gesù. Fu destinato alle missioni del Madagascar, iniziando il suo lavoro nell'isola di Santa Maria: una volta appresa la lingua locale, il malgascio, iniziò a insegnare il catechismo, visitando i poveri e i lebbrosi, celebrando i battesimi, le prime comunioni e i matrimoni, e insegnando agli indigeni una coltivazione agricola razionale. 
Nel 1881, a causa delle ostilità tra i malgasci e i colonizzatori francesi, iniziarono gli spostamenti che caratterizzarono la sua attività missionaria. Gli indigeni accusavano i missionari di averli allontanati dagli dei loro avi, causando loro la perdita della patria, della sovrana e dell'esercito. Nel 1894 scoppiò la seconda guerra dei malgasci contro la Francia: tra le tribù ribelli c'era quella dei Ménalamba, che provocavano saccheggi e incendi. Le autorità francesi, non riuscendo a proteggere la gente dei villaggi, ordinarono l'evacuazione verso la capitale. Durante il trasferimento, padre Berthieu si sacrificò per salvare i suoi fedeli, finendo catturato dai ribelli: ad Ambiatibe, essendosi rifiutato di abiurare la fede cattolica, l'8 giugno 1896 fu percosso barbaramente e fucilato dai Ménalamba, e il suo corpo fu gettato nel fiume vicino, infestato dai caimani.

## Beatificazione e canonizzazione
Dal 1933 al 1935 si svolsero il Processo informativo sul martirio, nella Curia arcivescovile di Antananarivo, e il Processo rogatoriale, nella Curia diocesana di Saint Fleur in Francia. Il 26 giugno 1940 fu firmato il decreto sulla introduzione della Causa di beatificazione, durante gli anni 1947-1948 si svolse il Processo apostolico nella Arcidiocesi di Antananarivo. Il decreto sul martirio del Servo di Dio fu promulgato l'8 aprile 1964. Papa Paolo VI procedette alla beatificazione di Padre Giacomo Berthieu il 17 ottobre 1965.
Dall'11 marzo al 28 agosto 2005 si svolse nell'Arcidiocesi di Antananarivo l'inchiesta diocesana sulla guarigione straordinaria di Jean François Régis Randriamiadana. La Consulta Medica, riunitasi il 7 maggio 2009, riconobbe all'unanimità che la guarigione non era scientificamente spiegabile. Dopo il parere positivo dei Consultori Teologi, la Congregazione delle Cause dei Santi promulgò il decreto che riconosceva la guarigione come un miracolo ottenuto per intercessione del beato Giacomo Berthieu, che fu quindi canonizzato da papa Benedetto XVI il 21 ottobre 2012. La sua memoria liturgica ricorre l'8 giugno.

## Il miracolo per la canonizzazione
Ai fini della canonizzazione la Chiesa cattolica ha considerato miracolosa la guarigione di Jean François Régis Randriamiadana, affetto da una grave forma di xerostomia a causa di un'intossicazione alimentare avvenuta nel 1990, all'età di cinquantaquattro anni. In assenza di assistenza medica e di adeguate terapie, il grave deperimento delle condizioni generali aveva portato a una prognosi infausta. I familiari cominciarono a invocare allora l'intercessione del beato Jacques Berthieue: contrariamente alle previsioni dei medici si verificò la guarigione improvvisa e radicale del malato, che riprese a nutrirsi regolarmente tornando alla sua vita abituale.